# Оборона Севастополя (картина Дейнеки)
«Оборо́на Севасто́поля» (1942 год) — одна из наиболее знаменитых картин Александра Александровича Дейнеки. Созданная в Москве, в настоящее время находится в Русском музее в Санкт-Петербурге. Картина по праву является одной из самых сильных в творчестве художника и одной из самых драматических работ всего советского искусства военного времени. На картине запечатлён скорбный и величественный подвиг советских бойцов, отдавших свою жизнь при обороне Севастополя в 1942 году.

## История создания
В феврале 1942 года Дейнека вместе со своим другом художником Г. Г. Нисским ездил в район боевых действий под Юхнов. По возвращении он побывал в ТАССе, где ему показали напечатанный в одной из немецких газет снимок разрушенного Севастополя. Позднее художник вспоминал:

Шла тяжёлая война. Была жестокая зима, начало наступления с переменным местным успехом, тяжёлыми боями, когда бойцы на снегу оставляли красные следы от ран и снег от взрывов становился чёрным. Но писать всё же решил… «Оборону Севастополя», потому что я этот город любил за весёлых людей, море и самолёты. И вот воочию представил, как всё взлетает на воздух, как женщины перестали смеяться, как даже дети почувствовали, что такое блокада.

Работу над картиной Дейнека начал в конце февраля 1942 года, а закончил к выставке «Великая Отечественная война», которая открылась осенью того же года. Сам он вспоминал впоследствии: «Моя картина и я в работе слились воедино. Этот период моей жизни выпал из моего сознания, он поглотился единым желанием написать картину».

## Художественное решение

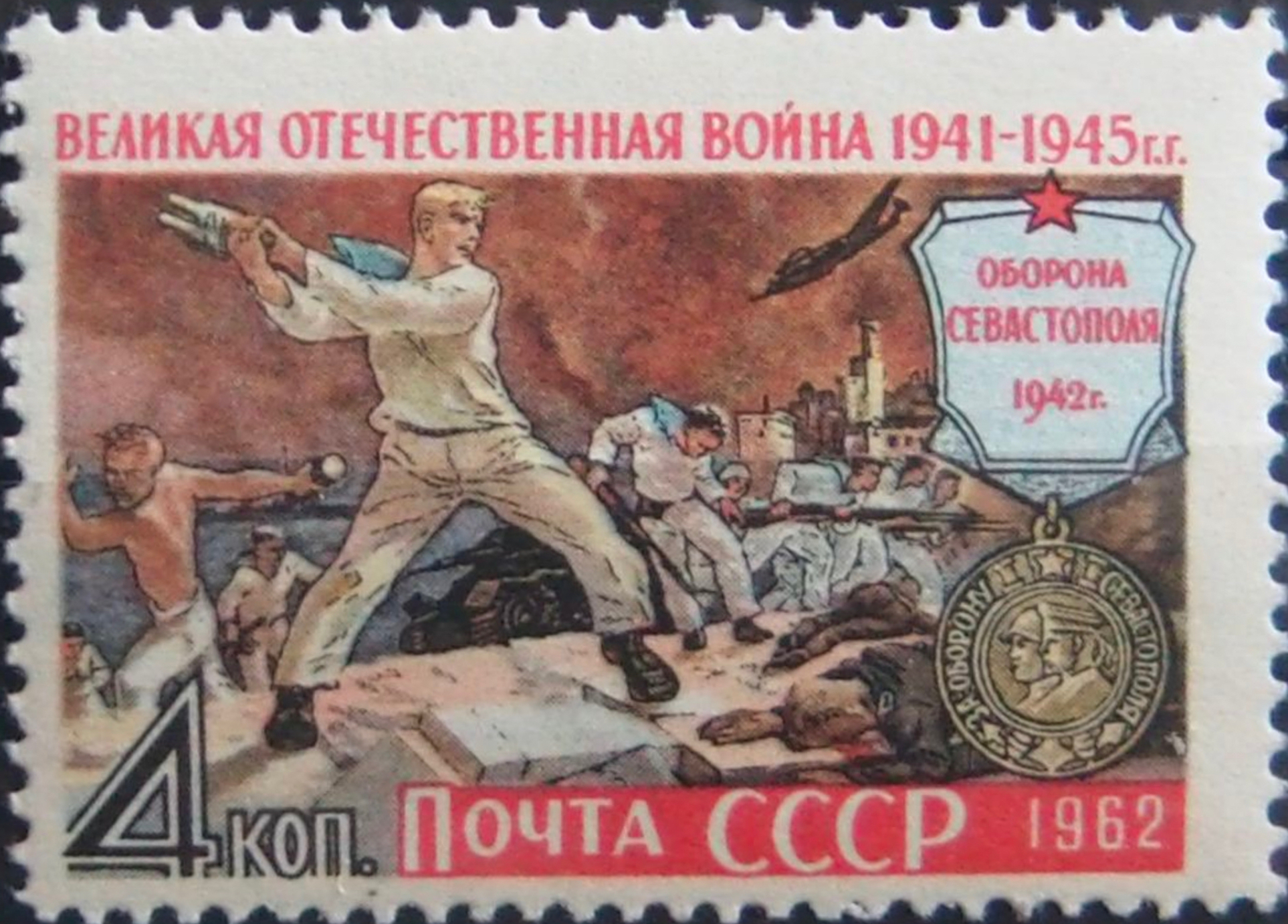
Почтовая марка, 1962 год. Великая Отечественная война: Оборона Севастополя (1942 г., по картине А. Дейнеки)

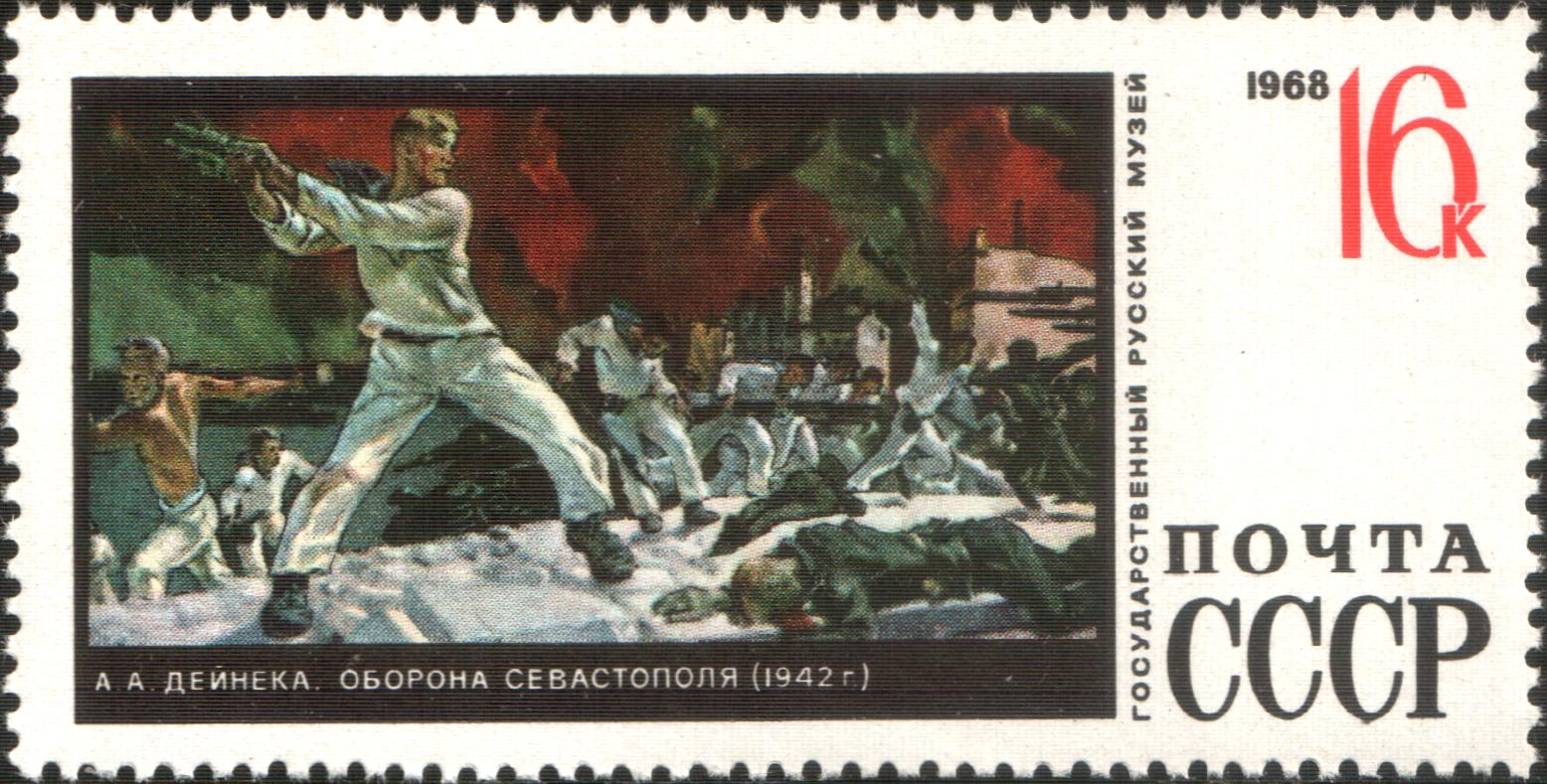
Марка СССР: Александр Александрович Дейнека (1899—1969). «Оборона Севастополя» (1942). Серия: Картины Государственного Русского музея (Санкт-Петербург)

Картина Дейнеки представляет собой не документальное воспроизведение боевого эпизода, а символическое изображение столкновения двух непримиримых сил на руинах горящего города: богатырские фигуры советских моряков в нарочито белоснежных робах против надвигающейся тёмно-серой, почти безликой массы захватчиков. Динамику и драматизм композиции определяет центральная фигура матроса в последнем отчаянном броске на геометрически точный ряд вражеских штыков.
В военное время художник не смог найти мужскую натуру для центральной фигуры, и в конце концов пригласил позировать девушку-спортсменку подходящего телосложения, о чём впоследствии писал: «Тогда мне пришла в голову мысль прибегнуть к женской натуре. Одна из моих знакомых спортсменок с подходящими физическими данными согласилась позировать».